# 記憶體分段
記憶體分段（英語：Memory segmentation），一種電腦記憶體的管理技術，它將電腦的主記憶體分成許多區段（segment或sections）。當處理器要進行記憶體定址時，會使用一個數值，這個數值包括了某個區段，以及偏移量（offset）。一個程式的目的檔（Object file）中也會使用區段，讓它們可以鏈結成執行檔，並載入記憶體中執行。